# Абси
Абси (фр. Absie) насеље је и општина у западној Француској у региону Поату-Шарант, у департману Де Севр која припада префектури Партне.
По подацима из 2011. године у општини је живело 1039 становника, а густина насељености је износила 79,8 становника/km². Општина се простире на површини од 13,02 km². Налази се на средњој надморској висини од 259 метара (максималној 256 m, а минималној 168 m).

## Демографија
| 1962. | 1968. | 1975. | 1982. | 1990. | 1999. | 2011. |
| ----- | ----- | ----- | ----- | ----- | ----- | ----- |
| 1.325 | 1.331 | 1.371 | 1.342 | 1.255 | 1.096 | 1.039 |

График промене броја становника у току последњих година